# مركب أليفاتي حلقي

البروبان الحلقي هو أصغر المركبات الحلقية الأليفاتية

المركب الأليفاتي الحلقي هو مركب عضوي أليفاتي وحلقي. ويحتوى على حلقة كربونية أو أكثر والتي يمكن أن تكون مشبعة أو غير مشبعة، ولكن لا تمتلك الخاصية العطرية. ويمكن للحلقات الأليفاتية أن يكون بها سلاسل أليفاتية فرعية أو لا.
المركبات الحلقية الأليفاتية البسيطة هي الألكانات الحلقية مثل البروبان الحلقي، البيوتان الحلقي، الهكسان الحلقي. والألكانات الحلقية متعددة الحلقات هي الديكالين. بينما الألكينات ثنائية الحلقة مثل النوربورنين النوربونادايين. ويحتوي مركب سبيرو على حلقتين مرتبطتين بذرة كربون واحدة.
ويمكن تحديد كيفية إغلاق الحلقة أثناء تكون المركبات الحلقية الأليفاتية بواسطة قاعدة بالدوين.
ويتم وضع مجموعة الحلقة الخارجية خارج بناء الحلقة، وتوضع الرابطة المزدوجة الخارجية على اليسار.

## الألكينات الحلقية

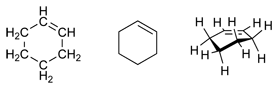
يمين يمثل الهكسان الحلقي أحد المركبات الأليفاتية الحلقية وبها رابطة مزدوجة.

ومن الألكينات الحلقية أحادية الحلقة البيوتين الحلقي، البيوتين الحلقي، الهكسين الحلقي.
ويمكن توقع مكان أي رابطة مزدوجة بواسطة قاعدة بريد.